# キャティ
キャティ（1964年5月11日 - ）は、ファッションモデル、水着モデル。本名：キャシー・マッカースカー。身長161cm。B83cm、W60cm、H88cm（1979年2月、14歳時）。
1979年、全日空夏の沖縄キャンペーンガール。

## 来歴
生粋のアメリカ人だが、父親はアイリッシュとフレンチ、母親は東洋の血をひく。10歳下の妹がいる。父親はエアフォース（アメリカ空軍）事務官で、アメリカカリフォルニア州で生まれ、その後、ハワイ州で育つ。1976年に父の転勤で沖縄の嘉手納ベースに住む。当地でスカウトされ、1979年に全日空夏の沖縄キャンペーンガールに選ばれた。当時はカデナ・ミドル・スクール（中学）8年生の14歳で、1979年3月に同校を卒業した。将来は女優になりたいという希望があり、頑固親父の猛反対に遭い、1ヵ月父親を説得し、日本でキャンペーンモデルになった。健康的な小麦色の肌で、人気を博し、全日空の他、ワシントン靴店、グリコ、GE、コーセーなどのモデルに起用され、当時よく言われた「ポスト・アグネス・ラム」の決定版！などと騒がれた。当時から「夢はハリウッドです」と話していたが、1980年以降の活動は不明。
1979年夏の沖縄キャンペーンガールに起用した全日空が「沖縄育ちの"トースト娘" キャティ」とキャッチコピーを付けたが、これを紹介した『週刊読売』1979年2月25日号が「そのココロは、いわずもがな、トーストみたいにこんがりというわけ。こんなに焼けては、もとより爺さん婆さんには歯が立たない」と書いていることから、"トースト娘"というキャッチコピーはこのとき、初めて使用されたのかもしれない。

## 出演
・映画
- アフリカ物語(1980年７月公開)
- 必殺ワイド・新春 久しぶり!主水、夢の初仕事 悪人チェック!!